# L'exèrcit del pare (pel·lícula de 1971)
L'exèrcit del pare (títol original en anglès, Dad's Army) és una pel·lícula de comèdia bèl·lica britànica de 1971 i la primera adaptació cinematogràfica de la sèrie de televisió de la BBC Dad's Army (1968-1977). Dirigida per Norman Cohen, es va rodar entre les temporades tres i quatre i es va basar en material dels primers episodis de la sèrie de televisió. La pel·lícula explica la història de la formació de la patrulla de la Home Guard i els seus esforços posteriors en un exercici d'entrenament. La versió cinematogràfica de la sèrie de televisió està formada pels següents membres del repartiment: Arthur Lowe (capità George Mainwaring), John Le Mesurier (sergent Arthur Wilson), Clive Dunn (sotscaporal Jack Jones), John Laurie (el soldat ras James Frazer), Arnold Ridley (soldat Charles Godfrey), Ian Lavender (soldat Frank Pike) i James Beck (soldat Joe Walker). S'ha doblat al català.